# Rebecca (film 2020)
Rebecca è un film thriller del 2020 diretto da Ben Wheatley.
La pellicola, con protagonisti Lily James, Armie Hammer e Kristin Scott Thomas, è l'adattamento cinematografico del romanzo gotico del 1938 Rebecca, la prima moglie scritto da Daphne Du Maurier, nonché rifacimento dell'omonimo film del 1940 diretto da Alfred Hitchcock.

## Trama
Monte Carlo, anni '30. Una giovane dama di compagnia di una ricca signora inglese in vacanza conosce il fascinoso aristocratico Maxim de Winter, vedovo da poco. L'uomo si sente attratto fin da subito dalla giovane donna apprezzandone freschezza e spontaneità: tra i due nasce un'intensa storia d'amore che li condurrà a un subitaneo matrimonio. Fanno quindi ritorno a Manderley, lussuosa residenza della famiglia De Winter; sin dal suo arrivo, tuttavia, la giovane sposa dovrà affrontare crescenti difficoltà a causa del confronto continuo con Rebecca, la prima moglie di Maxim, morta in un incidente nautico pochi mesi prima. Tutti i membri della servitù trattano la nuova signora De Winter con freddezza e distacco, puntualizzando di continuo quanto lei sia goffa e inadeguata in confronto a Rebecca, la quale era invece oltremodo di classe e benvoluta da tutti; in particolare è la signora Danvers, governante di Manderley, a trattare la ragazza con sufficienza. Ben presto la seconda signora De Winter scopre che lo stesso Maxim sembra non essersi ripreso del tutto dalla morte di Rebecca, e ha frequenti crisi di sonnambulismo che lo portano a raggiungere la camera nuziale che aveva condiviso con la prima moglie per passarvi la notte.
Un giorno, in assenza di Maxim, si presenta a Manderley Jack Favell, cugino di Rebecca: l'uomo ha un'ambigua conversazione con la signora De Winter, in seguito alla quale ella scopre che l'ospite non è il benvenuto e che era stata la signora Danvers a invitarlo. Difatti, quando Maxim viene a sapere della sua visita, si infuria con sua moglie e la accusa di averlo tradito. La donna ha quindi un confronto con la signora Danvers, la quale rigetta le accuse di Favell e le spiega che il suo fare sprezzante è dovuto al dolore per la morte di Rebecca, alla quale lei aveva badato sin dall'infanzia. La signora De Winter le propone quindi di mettere da parte i rancori e diventare alleate nella gestione di Manderley.
Da quel momento, in effetti, tra le due donne sembra instaurarsi un rapporto di collaborazione, e la signora Danvers la istruisce sulle antiche tradizioni di Manderley; sotto suo consiglio, la donna organizza un sontuoso ballo in maschera. La signora Danvers le suggerisce di indossare un abito che replica quello del ritratto di un'antenata di Maxim, che a suo avviso l'uomo apprezza molto; la sera del ballo, tuttavia, quando la signora De Winter si presenta così vestita, Maxim diventa furioso e le comanda di andare a cambiarsi. La donna scopre che l'anno prima era stata Rebecca a vestirsi con lo stesso abito: la governante ha fatto sì che lei lo indossasse per metterla contro suo marito. Umiliata e in lacrime, la donna lascia il ballo e si nasconde in camera sua: compare la signora Danvers, che le rivela la sua ossessione con la prima signora De Winter, che lei non sarà mai in grado di eguagliare in classe e bellezza; la governante cerca quindi di convincerla a suicidarsi, approfittando del suo dolore. All'ultimo momento, le due donne sono interrotte dall'allarme per un naufragio avvenuto nella spiaggia poco distante: durante le operazioni di salvataggio viene ritrovata anche la barca di Rebecca, e si apprende la scioccante notizia che al suo interno è stato rinvenuto il cadavere in decomposizione della donna.
La scoperta del corpo riapre il caso della morte di Rebecca, che era stato archiviato come un incidente: Maxim aveva perfino riconosciuto un corpo sfigurato emerso dalle acque. Durante un confronto tra i due, Maxim rivela a sua moglie che il matrimonio con Rebecca non era stato felice come tutti credono: la donna era egoista e manipolatrice, lo aveva adescato facendogli credere di essere una buona moglie per poi approfittare delle sue ricchezze e condurre una vita di lusso ed eccessi con svariati amanti, tra i quali Jack Favell. La notte in cui morì, Rebecca gli aveva rivelato di aspettare un figlio da un altro uomo, sapendo che Maxim non avrebbe mai divorziato per evitare lo scandalo, e gli aveva detto che l'unico modo per liberarsi di lei sarebbe stato ucciderla. Al colmo del furore, l'uomo le aveva sparato e poi aveva affondato la barca su cui si trovavano. Nonostante la confessione, la nuova signora De Winter è felice di sapere che Maxim la ama davvero, e gli dice di voler affrontare accanto a lui la nuova indagine.
Durante le indagini, Jack Favell tenta di incastrare Maxim dicendo di avere le prove che l'assassino di Rebecca è lui, dicendo di essere stato convocato dalla donna la notte della sua morte; intanto si scopre che la barca di Rebecca è stata affondata artificialmente; accusato della sua morte, Maxim viene arrestato. Tornata a Manderley, la nuova signora De Winter cerca prove che scagionino il marito, incontrando la resistenza della signora Danvers secondo la quale Rebecca era superiore a tutti gli uomini che aveva avuto in vita, e avrebbe meritato di vivere come desiderava; la donna allora la licenzia, dando prova alla servitù di non essere la sempliciotta che tutti credono. Alla fine riesce a scoprire che il giorno prima della sua morte Rebecca aveva appuntamento da un dottore: la donna, segretamente inseguita dagli investigatori, vi si reca e scopre che Rebecca aveva un tumore all'utero in stadio avanzato, che non le avrebbe lasciato scampo. La polizia conclude che Rebecca si sia suicidata a causa della notizia, affondando deliberatamente la sua stessa barca; la signora De Winter si convince invece che lei abbia spinto Maxim a ucciderla per rovinargli la vita.
Maxim viene assolto e torna con sua moglie a Manderley; quando vi arrivano trovano la magione in fiamme a opera della signora Danvers. La signora De Winter la trova su un'alta scogliera, in procinto di gettarsi in mare: le chiede di non farlo, ma la governante le dice che non avrebbe mai potuto lasciare Manderley a lei e a suo marito, dato che ormai apparteneva a Rebecca. La donna dice che i due coniugi non saranno mai felici insieme, ma la signora De Winter dichiara che invece lo sono già, spingendo l'altra a uccidersi.
Tempo dopo, la signora De Winter si risveglia da un incubo in un albergo in Egitto, assieme a Maxim, dando prova che i due sono riusciti a trovare la loro felicità insieme lontani da Manderley.

## Produzione

### Cast
Nel novembre 2018 viene annunciato il film con protagonisti Lily James e Armie Hammer, per la regia di Ben Wheatley e distribuito da Netflix.

### Riprese
Le riprese del film sono iniziate il 3 giugno 2019, e si sono svolte interamente nel Regno Unito, in Inghilterra.

## Promozione
Il primo trailer del film è stato diffuso l'8 settembre 2020.

## Distribuzione
Il film è stato distribuito su Netflix a partire dal 21 ottobre 2020.

## Riconoscimenti
- 2021 - British Academy Film Awards[4]
  - Candidatura per il miglior film a Ben Wheatley
  - Candidatura per la miglior scenografia a Sarah Greenwood e Katie Spencer